# Volksbank Rhede
Die Volksbank Rhede eG  ist eine deutsche Genossenschaftsbank mit Sitz in der nordrhein-westfälischen Stadt Rhede im Kreis Borken.

## Geschichte
Die heutige Volksbank Rhede eG wurde am 21. Juni 1885 durch 28 Rheder Bürger als „Rheder Spar- und Darlehnskassenverein, eingetragene Genossenschaft“ gegründet. Am 13. Juli 1885 erfolgte die Eintragung in das Genossenschaftsregister des Königlichen Amtsgerichts zu Bocholt.
Erster Aufsichtsratsvorsitzender war Kaplan Wilhelm Melchers, zum ersten Vorsitzenden wählten die 28 Gründungsmitglieder Hermann Finke. Die Geschäfte führte als Rendant Anton Plagge, der für 50 Mark im Jahr nebenamtlich tätig war und die Kasse vermutlich in seiner Privatwohnung verwaltete.
Erste Geschäftsstelle war das Haus Deitmer. Von 1931 bis 1956 wurden die Bankgeschäfte dann im Haus Geuting (heutige Hirsch Apotheke) abgewickelt. 1956 bezog die Bank ihr erstes eigenes Bankgebäude in der Hohen Straße 15. Seit 1971 befindet sich der Hauptsitz am Gildekamp.
Im Jahr 1967 fusionierte die damalige Spar- und Darlehnskasse eGmbH Rhede mit der Spar- und Darlehnskasse Hoxfeld eGmbH mit dem Sitz in Hoxfeld, der Spar- und Darlehnskasse Rhedebrügge eGmbH mit dem Sitz in Rhedebrügge und der Spar- und Darlehnskasse Westenborken eGmbH mit dem Sitz in Westenborken. Im November 1974 beschloss die Generalversammlung die Änderung der Firmierung in „Volksbank Rhede eG“.
1979 wurde die Filiale Krechtinger Straße eröffnet. 1984 wurden Neu- und Erweiterungsbauten am Gildekamp vorgenommen. 1997 wurde das 1978 erworbene Gebäude Hohe Straße 10–12 für die Öffentliche Bücherei St. Gudula und für bankeigene Zwecke umgebaut. Die Zweigstelle in Rhedebrügge wurde im Jahre 1999 renoviert und wiedereröffnet. Im Jahre 2019 wurde die Hauptstelle erweitert und modernisiert.

## Rechtsverhältnisse
Die Volksbank Rhede eG ist im Genossenschaftsregister beim Amtsgericht Coesfeld unter GnR 193 eingetragen.

## Organisationsstruktur
Rechtsgrundlagen sind das Genossenschaftsgesetz und die durch die Vertreterversammlung beschlossene Satzung. Organe der Bank sind der Vorstand, der Aufsichtsrat und die Vertreterversammlung.

## Sicherungseinrichtung
Die Volksbank Rhede eG ist der amtlich anerkannten Sicherungseinrichtung des Bundesverbandes der Deutschen Volksbanken und Raiffeisenbanken GmbH und der zusätzlichen freiwilligen Sicherungseinrichtung des Bundesverbandes der Deutschen Volksbanken und Raiffeisenbanken e.V. angeschlossen.

## Geschäftsausrichtung
Die Volksbank Rhede eG betreibt das Universalbankgeschäft. Im Verbundgeschäft arbeitet sie mit der DZ Bank, R+V Versicherung, Bausparkasse Schwäbisch Hall, Teambank, VR Leasing, DZ Hyp und der Union Investment zusammen.

## Geschäftsgebiet
Das Geschäftsgebiet liegt im Südwesten des Kreises Borken und umfasst das Stadtgebiet von Rhede und den Stadtteil Rhedebrügge im Westen der Stadt Borken.
An diesen Orten betreibt die Bank Filialen:
- Rhede (Hauptstelle, jur. Sitz + 1 SB-Geschäftsstelle)
- Rhedebrügge (Geschäftsstelle)

## Stiftung der Volksbank Rhede
2014 wurde die Stiftung „Miteinander • Füreinander“ gegründet. Die Stiftung will gesellschaftliche Vorhaben fördern, die im Interesse der Region und ihrer Bürger liegen, soweit öffentliche Mittel dafür nicht oder nicht ausreichend zur Verfügung stehen.